# Jolijn Henneman
Jolijn Henneman (Berkel-Enschot, 14 september 1991) is een Nederlands actrice. Ze studeerde in 2014 af aan Fontys Hogeschool voor de Kunsten, richting Muziektheater. Henneman verwierf met name bekendheid door haar rol als Elin Dublois in de soaps Nieuwe Tijden en Goede tijden, slechte tijden.
In 2021 deed zij mee aan het televisieprogramma Op zoek naar Maria, hierin viel zij vlak voor de finale af. Sinds de zomer van 2025 is Henneman te zien als Shanti Vening in de RTL 4-soap Goede tijden slechte tijden, ze nam de rol over van Bertrie Wierenga die na haar zwangerschap besloot niet meer terug te keren.

## Theater
- 2003: Doornroosje, als kleine Doornroosje (bijrol)
- 2012: De Triomferende Min
- 2014: Samson en Gert Kerstshow, als prinses Linde
- 2015: Grease, als ensemble en understudy Sandy
- 2016: Van je familie moet je het hebben
- 2017-2018: Showponies (de Alex Klaasen Revue), als ensemble
- 2018-2019: Mamma Mia!, als Sophie (hoofdrol)
- 2021: Gevaarlijke namen, als Alma
- 2023: De Tocht, als Kristien
- 2024: The Last Five Years, als Cathy

## Filmografie

### Film
- 2015: Prinsessia: Het prinselijke bal, als prinses Linde
- 2017: Gevonden, als Anna
- 2017: Misfit, als Sterre Hagendoorn
- 2019: Misfit 2, als Sterre Hagendoorn
- 2020: Misfit 3: de finale, als Sterre Hagendoorn
- 2024: Expeditie Cupido, als Noortje Sas

### Televisie
- 2014-2016: Prinsessia, als prinses Linde
- 2014: Samson en Gert, als prinses Linde
- 2017-2018: Nieuwe Tijden, als Elin Dublois
- 2017: Goede tijden, slechte tijden, als Elin Dublois / Becky
- 2018: Nachtwacht, als Reika
- 2021: De Slet van 6VWO, als Sherry Ravenet
- 2021: Misfit, als Sterre Hagendoorn
- 2021: Wacht ff, als Anna
- 2022: Moedermaffia, als Saskia de Boer
- 2024: The Passion, als Discipel
- 2025: Oorlogsdetective: Schoppen Vijf, als Elly
- 2025-heden: Goede tijden, slechte tijden, als Shanti Vening